# 霍普學院

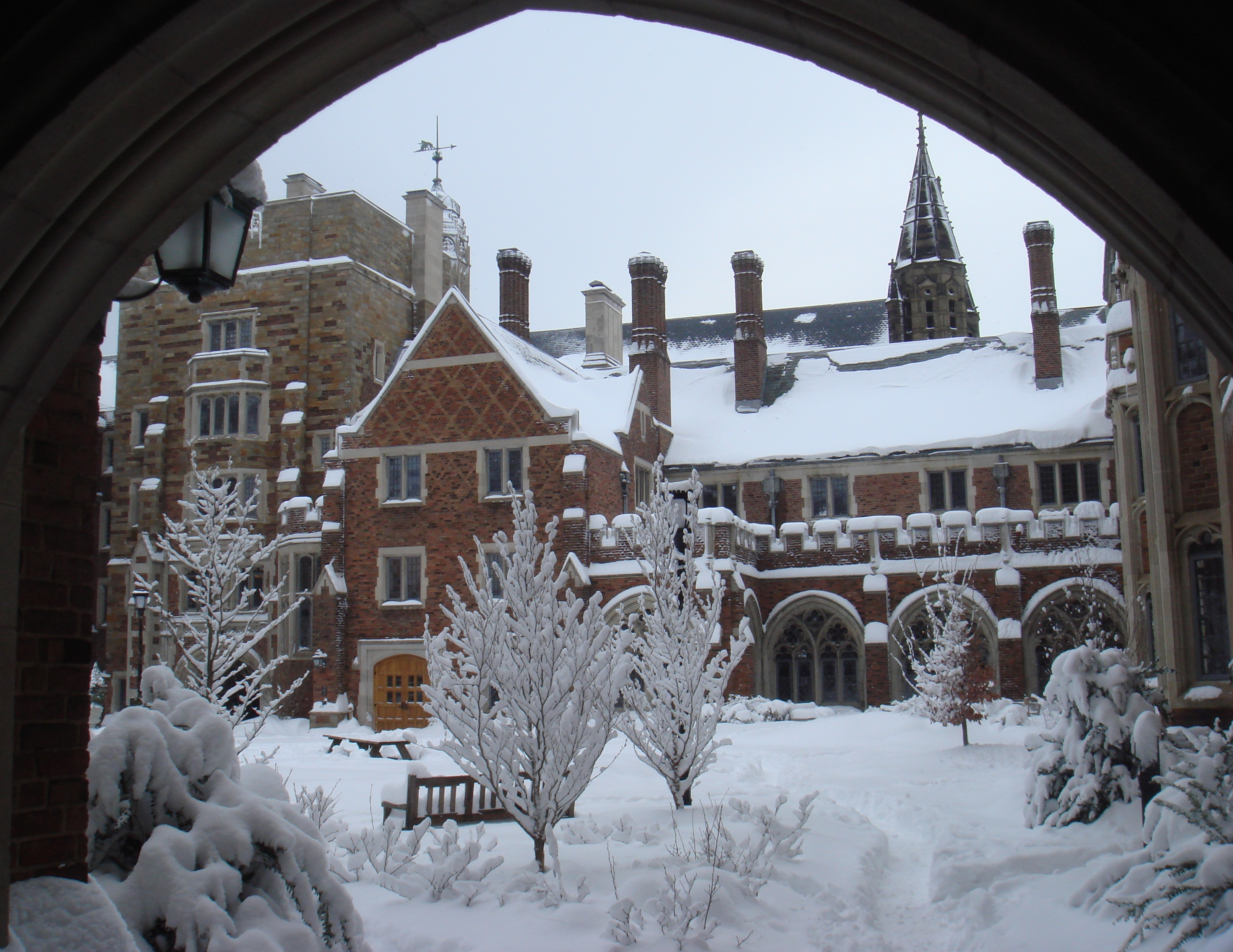
霍普學院

霍普學院（Hopper College），全稱葛麗絲霍普學院（Grace Hopper College），原稱考宏学院（Calhoun College）位于美國康乃狄克州纽黑文市榆树街189号，是耶鲁大学的12个住宿学院之一。成立于1933年。
从1863年至1874年，这片土地是耶鲁大学神学院所在地。1933年，耶鲁大学建立住宿学院制度，学院街和榆树街的拐角处的宿舍成为考宏学院，得名于政治家和演说家、曾任美國副總統的约翰·考宏。考宏為本校校友，南卡罗来纳州人，曾任副總統、聯邦參議員、國務卿等，1957年美國參議院將考宏評選為「最偉大的五位參議員」之一。2000年參議院決議評選為「最偉大的七人」之一，其雕像矗立在耶鲁大学的哈克尼斯塔。
2010年代的學生運動，因約翰·考宏支持奴隸制，發起抗議，要求學院改名。2017年，學院改名，紀念電腦專家，也是耶魯校友的葛麗絲·霍普准將。
像其他所有住宿学院一样，霍普学院24小时门卫服务，门从来没有上锁。在餐厅必须打领带。霍普学院是唯一拥有自己的桑拿的住宿学院。